# الحسن بن محمد أبي نمي الثاني
الحسن بن محمد أبو نمي الثاني الهاشمي القرشي (1525-1604م) فترة حكمه (1554-1604م) امتدت 50 سنة بما فيها حكمه مع والده.

## اسمه ونسبه
الشريف الحسن بن محمد أبي نُـمَـي الثاني بن بركات بن محمد بن بركات بن حسن بن عجلان بن رميثة بن محمد أبي نُـمَـي الأول بن أبي سعد الحسن بن علي بن قتادة بن إدريس بن مطاعن بن عبد الكريم بن عيسى بن الحسين بن سليمان بن علي بن عبد الله بن محمد الثائر بن موسى الثاني بن عبد الله الرضا بن موسى الجون بن عبد الله المحض بن الحسن المثنى بن الحسن السبط بن علي بن أبي طالب.
امه: هي فاطمة بنت بساط بن عنقا النموي.

## حياته
فوض أبوه إليه إمرة مكة المكرمة وجميع أقطار الحجاز حتى كانت وفاة محمد أبي نمي 9 محرم سنة 992هـ / الموافق 21 يناير 1584م. وفي عهده اكتملت العمارة القديمة العثمانية بالمسجد الحرام والتي لا تزال إلى الآن فاستقل بسلطنة الحجاز وقام بها أحسن قيام وضبط الأمور والأحكام على أحسن نظام تسير بكثير منة الأموال مع آحاد الرجال في سائر جهاته وليس معها خفير، وكان عظيم القدر مفرط السخاء بصيراً بفضل الأمور شجاعاً مقداماً صاحب فراسة عجيبة ذلك على ما وصفه المحبي ودحلان وكثير غيرهم من معاصريه.

## وفاته
وفي 3 جمادى الآخرة سنة ۱۰۱۰ هـ توفي الشريف حسن ودفن بمكة المكرمة بالمعلاة وله من العمر ٧٩ سنة وثلاثة أشهر ومدة ولايته مشاركاً لأبيه ومستقلاً نحو ٥٠ سنة .
وذاك هو جد بني حسن الأشراف، والتي بقيت إمرة مكة المكرمةفي عقبه حتى سنة ١٣٤٣هـ.

## ذريته وعقبه
وأعقب أولاداً نحو 27 من الذكور، وهم:  عبد المنعم وشنبر ومسعود وعمرو وعبدالله وباز والحسين وجود الله ومحمد الحارث قايتباي وسالم وأبو القاسم وعبد المطلب وعبد الكريم وإدريس، وعقيل وعبد المحسن،  وعدنان وفهيد والمرتضى وهزاع، وعبد العزيز ومضر وعنان وعبيد وبركات وآدم، وقد ورثه 17 من الذكور.
وآل الحسن: هم الذي يعنيهم الشريف الحسين بن علي ملك الحجاز. حين قال:

## قبائل من ذريته
وبقي عقبه المعروف لدينا الآن في عشرة من الأبناء باتفاق الناسبين المعاصرين[من؟] وهم :
- عبد الله : جد العبادلة أجداد آل عون أجداد ملوك الأردن والعراق سابقاً
- قايتباي : جد الجوازين
- مسعود: جد الغوالب والرواجحة
- محمد الحارث: جد الحرث
- شنبر : جد الشنابرة
- حسين : جد آل زيد
- عمرو : جد العمور
- عبد المنعم : جد المناعمة
- باز : جد ذوي سرور
- جود الله : جد الجوادا.

### فهرس
1. ↑  العصامي 1998، صفحة 374.

مرجع الوفاة. كتاب معجم اشراف, صفحه 343.
https://aljazi.org/taib/man/bnf/2016/معجم%20أشراف%20الحجاز%20في%20بلاد%20الحرمين.pdf

### المعلومات الكاملة للمراجع
- عنقاوي، أحمد ضياء بن محمد (2005). معجم أشراف الحجاز في بلاد الحرمين: (وما تفرع عنهم في مصر واليمن وغيرها من البلدان. مؤسسة الريان،. ص. 342. مؤرشف من الأصل في 2023-01-14.
- سنجاري، علي بن تاج الدين (1998). منائح الكرم في أخبار مكة والبيت وولاة الحرم. مركز إحياء التراث الإسلامي. ج. 2. ص. 123–237. مؤرشف من الأصل في 2023-01-14.
- دحلان، احمد ابن زيني (2011). خلاصة الكلام في أمراء البلد الحرام لزيني دحلان. اسطنبول: lmjf, hgprdr,. ص. 56–63.{{استشهاد بكتاب}}:  صيانة الاستشهاد: علامات ترقيم زائدة (link)

- زركلي، خير الدين (2009). ما رأيت وما سمعت من دمشق إلى مكة (1929). ارتباد الآفاق. ص. 251–252. مؤرشف من الأصل في 2023-01-13.
- العصامي، عبد الملك بن حسين بن عبد الملك (1998). سمط النجوم العوالي في أنباء الأوائل والتوالي. ارتباد الآفاق. ج. 4.
- زركلي، خير الدين (2009). الأعلام. ارتباد الآفاق. ص. 251–252. مؤرشف من الأصل في 2023-01-13.

النهرواني: الإعلام بأعلام بيت الله الحرام ص. 43،
ابن ظهيرة: الجامع اللطيف ص 302
النعمان : العقيق اليماني ص 328، 346، 364 375
الشلي: عقد الجواهر ص 53 ، 57 ، 63 64 ،،94 ،95 ، 122، 127 ، 136 ، 162 ،
عاكش : العقيق اليماني 224 ، 230 ،
عبد القادر الطبري: نشأة السلافة ص 230 - 234، 244،
ضامن بن شدقم تحفة لب اللباب ص 20 ، 81 83 ، 85 ،
المؤلف نفسه: تحفةالأزهار 516، 518 ،
الطبري: إتحاف فضلاء الزمن جـ 2 ص 9 ، 14 ، 21، 30، ج 3 ص 152 ،
ابن علان: أنباء المؤيد 131،134 ، 145 ،
ابن بشر عنوان المجد ج 1 ص 26 ،
المحبي: خلاصة الأثر ج 1 ص 56، 86 131 ، 239 ،
المؤلف نفسه نفحة الريحانة جـ 6 ص 7
الطاهر: الدر الفاخر ص 63، 64 68، 132 ، 139 ، 152 ، 178
دحلان تاريخ الدول، ص 157
الدهلوي موائد الفضل ص 102
ابن فرج السلاح والعدة ص35
حقي : أمراء مكة ص 118 125
البتنوني رحلته ص 60
زمباور: معجمه ج 1 ص 32 33
عبد الله عبد الشكور : تاريخ أشراف مكة 1 - 65
مساعد بن منصور :الجداول ص32,34,36
| الحسن بن محمد أبي نمي الثاني بنو قتادةولد: 1525 توفي: ق. 3 جمادى الاخر 1010هـ |                                       |                     |
| منصب                                                                          |                                       |                     |
| سبقه الحسن بن محمد أبي نمي الثاني                                             | شريف مكة 1554-1604 مع أحمد بن أبي نمي | تبعه إدريس بن الحسن |